# Прайдова чистка
Прайдовим чищенням парламенту (англ. Pride's Purge) називають подію часів Англійської революції, в ході якої війська під командуванням полковника  Томаса Прайда видворили з палати громад пресвітеріан, що виступали проти індепендентів. Прайдова чистка була, по суті, державним переворотом, в результаті якого влада в Англії перейшла до індепендентів.
В 1648 король Карл I здався в полон, і бойові дії практично припинилися. Довгий парламент розробив ряд умов, на яких міг правити відновлений на троні король. Левелери та армія подавали петиції з протестами проти намагань знайти компроміс і з вимогами суду над Карлом. Парламент відхиляв ці петиції. Відповіді короля на вимоги парламенту виявилися далекі від того, на що сподівалися парламентарі. Усе ж, 5 грудня 1648 року вони були оголошені прийнятними (129 голосів — за, 83 — проти).

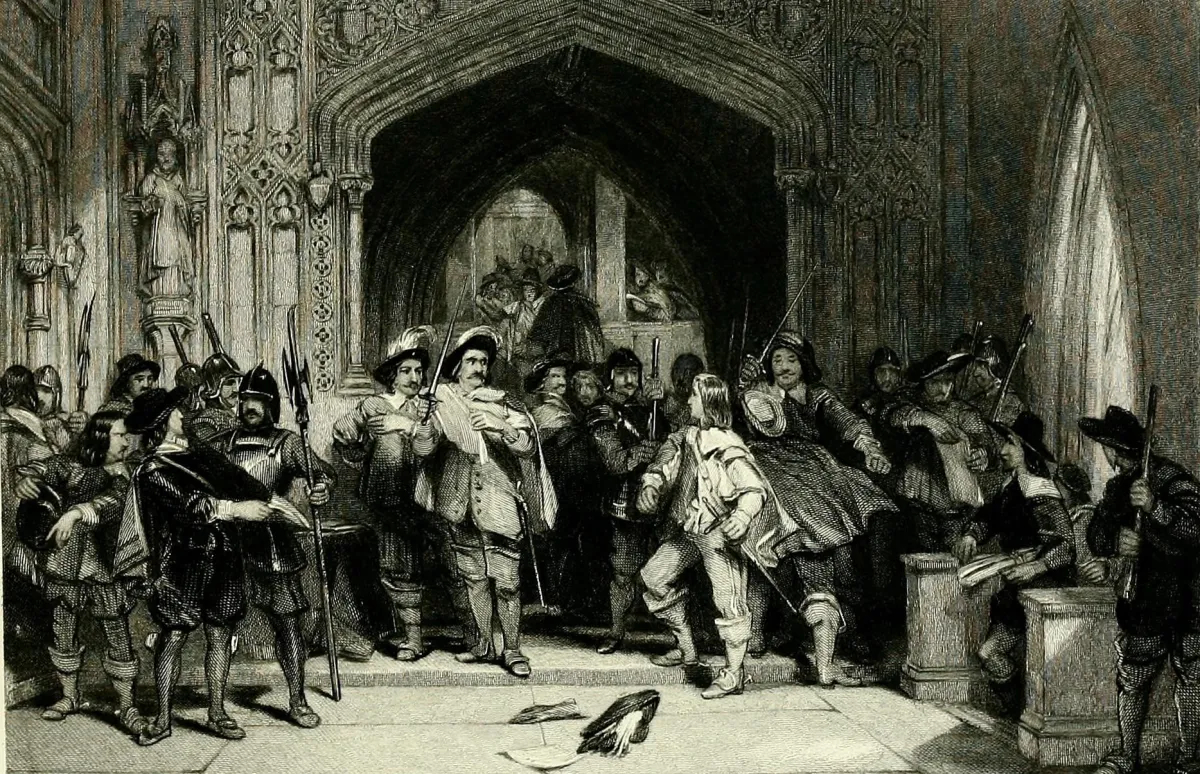
Полковник Прайд перегороджує шлях парламентарям-пресвітеріанам. Гравюра

У середу 6 грудня піхотний полк  полковника Прайда зайняв сходи, що вели до зали засідань палати громад, а кавалерійський полк Натаніеля Річа був готовий прийти на допомогу. Прайд особисто стояв нагорі сходів і перевіряв членів палати громад за списком, який був йому виданий. У цьому йому допомагав лорд Томас Грей. З 489 членів парламенту в той момент було відсутньо 18, 45 осіб були видворені та заарештовані, 186 — видворені, але залишені на свободі. 86 осіб не прийшли добровільно. 83 членам парламенту було дозволено увійти в парламент тільки після офіційної відмови від голосу за прийняття умов короля. Ще 71 парламентарів були прихильниками перевороту.
Більшість заарештованих було звільнено з 12 по 20 грудня.
В очищеному парламенті, який назвали «охвістям», переважали індепенденти, які прагнули до встановлення республіки. 4 січня 1649 року палата громад прийняла постанову про суд над королем; палата лордів відхилила його. Тоді палата громад прийняла відповідний акт. 6 січня було скликано Верховний суд для розгляду справи короля, і 30 січня короля стратили. 6 лютого було розпущено палату лордів, монархію скасували 7 лютого, а 14 лютого було створено Державну раду.